# اوریاک (اود)
اوریاک (به فرانسوی: Auriac) یک کمون در فرانسه است که در canton of Mouthoumet واقع شده‌است. اوریاک ۲۰٫۹۳ کیلومتر مربع مساحت دارد ۵۶۸ متر بالاتر از سطح دریا واقع شده‌است.